# Апурва
Апу́рва (санскр. а — «не-», pūrva — «первое», то есть «небывалое», «вновь возникшее», «невиданное») — понятие пурва-мимансы, одной из ортодокальных школ-даршан индийской философии, означающее скрытую силу, потенцию, рождающуюся в результате совершения индивидуумом определённых ритуальных действий и приносящую в дальнейшем благоприятные для него плоды.
В отличие от веданты, или уттара-мимансы, то есть «второй», «последующей» мимансы, пурва-миманса («первое исследование») сосредоточивает свой интерес не на спекулятивном познании Брахмана (джняна) и конечном Освобождении, но на приобретении посмертного блаженства на небесах путём активности (карма), а именно осуществления ритуальных операций. Апурва возникает как следствие исполнения предписанных Ведами обрядов и является латентным «метафизическим звеном» между жертвоприношением и его результатом. Таким образом, целью ритуала служит не «угождение» божествам, реальность которых миманса игнорирует, но аккумулирование апурвы, накапливаемой в течение жизни индивидуума и доставляющей свой плод — «небесное рождение» — после его смерти.